# وين مكارني
وين مكارني (بالإنجليزية: Wayne McCarney) مواليد 30 يونيو 1966، هو دراج أسترالي. شارك في دورة الألعاب الأولمبية الصيفية وفاز بميدالية أولمبية.

## الميداليات
| الميدالية | المسابقة                       |
| --------- | ------------------------------ |
| برونزية   | الألعاب الأولمبية الصيفية 1988 |

## روابط خارجية
- وين مكارني على موقع أرشيف الدراجات (الإنجليزية)
- وين مكارني على موقع أوليمبيديا (الإنجليزية)
- وين مكارني على موقع اللجنة الأولمبية الأسترالية (الإنجليزية)
- وين مكارني على موقع اتحاد ألعاب الكومنولث (مؤرشف) (الإنجليزية)